# チェリ・オテリ
チェリ・オテリ（Cheri Oteri、1962年9月19日 - ）は、アメリカのコメディアン、女優。スケッチコメディー「サタデー・ナイト・ライブ」の声優を務める。

## 概要
ペンシルベニア州アッパーダービー郡区で生まれ育つ。音楽出版社のCEOを務めたガエターノ・オテリと パトリシア・オテリの子である。                                              
カリフォルニア州バーバンクの自宅に専用の録音スタジオを持つ。

## 出演作品

### テレビアニメ
- Oops!フェアリーペアレンツ（コニー・カーマイケル）
- ニュートリ・ベンチャーズ （Gugas）
- ヘラクレス （ラヴィナ）
- ハイ・ホー7D （ショウガクッキー）
- ティムの生涯と時代 （ブロブスナーク）
- キッド・コズミック （Kid's mom）
- ボス・ベイビー: ビジネスは赤ちゃんにおまかせ! （Multi-Multi Task Baby）
- ブンセンは野獣だ （ミス・フラップ）
- ホーム: ティップ＆オーの冒険 (ポーリン)
- そんな感じ (グランツ博士)
- 陰謀論のオシゴト(Officer)
- パグ・パグ・アドベンチャー（エスター）
- マイルズのトゥモローランドだいさくせん (ディブレックス)
- トムとジェリー ショー (Duchess, Reporter, Animal vocalizations)
- ウォーリーをさがせ! （コリデール）
- フェアファックス（バーブ）
- 座って黙ってろ （ヘレン・クレンチ）
- ビッグシティ・グリーン  （グウェンドリン・ザップ）
- シュレック3 （眠り姫）
- アントブリー （ティファニー・ニックル）
- アルバート（リンダ）